# Llista d'asteroides/181501-181600
| Nom      | Designació provisional | Data de descobriment   | Lloc de descobriment | Descobridor/s       |
| -------- | ---------------------- | ---------------------- | -------------------- | ------------------- |
| 181501 - | 2006 UY24              | 16 d'octubre de 2006   | Kitt Peak            | Spacewatch          |
| 181502 - | 2006 UY27              | 16 d'octubre de 2006   | Kitt Peak            | Spacewatch          |
| 181503 - | 2006 UC37              | 16 d'octubre de 2006   | Kitt Peak            | Spacewatch          |
| 181504 - | 2006 UL39              | 16 d'octubre de 2006   | Kitt Peak            | Spacewatch          |
| 181505 - | 2006 UR40              | 16 d'octubre de 2006   | Kitt Peak            | Spacewatch          |
| 181506 - | 2006 UO41              | 16 d'octubre de 2006   | Kitt Peak            | Spacewatch          |
| 181507 - | 2006 UT41              | 16 d'octubre de 2006   | Kitt Peak            | Spacewatch          |
| 181508 - | 2006 UC45              | 16 d'octubre de 2006   | Kitt Peak            | Spacewatch          |
| 181509 - | 2006 UJ52              | 17 d'octubre de 2006   | Mount Lemmon         | Mount Lemmon Survey |
| 181510 - | 2006 UA63              | 21 d'octubre de 2006   | Mount Lemmon         | Mount Lemmon Survey |
| 181511 - | 2006 UY67              | 16 d'octubre de 2006   | Catalina             | CSS                 |
| 181512 - | 2006 UT70              | 16 d'octubre de 2006   | Catalina             | CSS                 |
| 181513 - | 2006 UC71              | 16 d'octubre de 2006   | Catalina             | CSS                 |
| 181514 - | 2006 UY76              | 17 d'octubre de 2006   | Kitt Peak            | Spacewatch          |
| 181515 - | 2006 UE77              | 17 d'octubre de 2006   | Kitt Peak            | Spacewatch          |
| 181516 - | 2006 UW78              | 17 d'octubre de 2006   | Kitt Peak            | Spacewatch          |
| 181517 - | 2006 UP79              | 17 d'octubre de 2006   | Kitt Peak            | Spacewatch          |
| 181518 - | 2006 UL86              | 17 d'octubre de 2006   | Mount Lemmon         | Mount Lemmon Survey |
| 181519 - | 2006 UR87              | 17 d'octubre de 2006   | Mount Lemmon         | Mount Lemmon Survey |
| 181520 - | 2006 UY99              | 18 d'octubre de 2006   | Kitt Peak            | Spacewatch          |
| 181521 - | 2006 US101             | 18 d'octubre de 2006   | Kitt Peak            | Spacewatch          |
| 181522 - | 2006 UW102             | 18 d'octubre de 2006   | Kitt Peak            | Spacewatch          |
| 181523 - | 2006 UW103             | 18 d'octubre de 2006   | Kitt Peak            | Spacewatch          |
| 181524 - | 2006 UQ106             | 18 d'octubre de 2006   | Kitt Peak            | Spacewatch          |
| 181525 - | 2006 UP117             | 19 d'octubre de 2006   | Kitt Peak            | Spacewatch          |
| 181526 - | 2006 UQ118             | 19 d'octubre de 2006   | Kitt Peak            | Spacewatch          |
| 181527 - | 2006 UG131             | 19 d'octubre de 2006   | Kitt Peak            | Spacewatch          |
| 181528 - | 2006 UD133             | 19 d'octubre de 2006   | Kitt Peak            | Spacewatch          |
| 181529 - | 2006 UM134             | 19 d'octubre de 2006   | Kitt Peak            | Spacewatch          |
| 181530 - | 2006 UD137             | 19 d'octubre de 2006   | Mount Lemmon         | Mount Lemmon Survey |
| 181531 - | 2006 UE137             | 19 d'octubre de 2006   | Catalina             | CSS                 |
| 181532 - | 2006 UK141             | 19 d'octubre de 2006   | Mount Lemmon         | Mount Lemmon Survey |
| 181533 - | 2006 UJ144             | 19 d'octubre de 2006   | Kitt Peak            | Spacewatch          |
| 181534 - | 2006 UC152             | 20 d'octubre de 2006   | Kitt Peak            | Spacewatch          |
| 181535 - | 2006 UA170             | 21 d'octubre de 2006   | Mount Lemmon         | Mount Lemmon Survey |
| 181536 - | 2006 UE174             | 19 d'octubre de 2006   | Mount Lemmon         | Mount Lemmon Survey |
| 181537 - | 2006 UE175             | 16 d'octubre de 2006   | Catalina             | CSS                 |
| 181538 - | 2006 UL176             | 16 d'octubre de 2006   | Catalina             | CSS                 |
| 181539 - | 2006 UX177             | 16 d'octubre de 2006   | Catalina             | CSS                 |
| 181540 - | 2006 UA181             | 16 d'octubre de 2006   | Catalina             | CSS                 |
| 181541 - | 2006 UK188             | 19 d'octubre de 2006   | Catalina             | CSS                 |
| 181542 - | 2006 UM189             | 19 d'octubre de 2006   | Catalina             | CSS                 |
| 181543 - | 2006 UZ189             | 19 d'octubre de 2006   | Catalina             | CSS                 |
| 181544 - | 2006 UH191             | 19 d'octubre de 2006   | Catalina             | CSS                 |
| 181545 - | 2006 UX198             | 20 d'octubre de 2006   | Kitt Peak            | Spacewatch          |
| 181546 - | 2006 US204             | 22 d'octubre de 2006   | Palomar              | NEAT                |
| 181547 - | 2006 UT217             | 31 d'octubre de 2006   | 7300 Observatory     | W. K. Y. Yeung      |
| 181548 - | 2006 UG220             | 16 d'octubre de 2006   | Kitt Peak            | Spacewatch          |
| 181549 - | 2006 US238             | 23 d'octubre de 2006   | Kitt Peak            | Spacewatch          |
| 181550 - | 2006 UF251             | 27 d'octubre de 2006   | Mount Lemmon         | Mount Lemmon Survey |
| 181551 - | 2006 UC254             | 27 d'octubre de 2006   | Mount Lemmon         | Mount Lemmon Survey |
| 181552 - | 2006 UK266             | 27 d'octubre de 2006   | Kitt Peak            | Spacewatch          |
| 181553 - | 2006 UB270             | 27 d'octubre de 2006   | Mount Lemmon         | Mount Lemmon Survey |
| 181554 - | 2006 UH273             | 27 d'octubre de 2006   | Kitt Peak            | Spacewatch          |
| 181555 - | 2006 US273             | 27 d'octubre de 2006   | Kitt Peak            | Spacewatch          |
| 181556 - | 2006 UR275             | 28 d'octubre de 2006   | Kitt Peak            | Spacewatch          |
| 181557 - | 2006 UJ282             | 28 d'octubre de 2006   | Mount Lemmon         | Mount Lemmon Survey |
| 181558 - | 2006 UT282             | 28 d'octubre de 2006   | Kitt Peak            | Spacewatch          |
| 181559 - | 2006 US284             | 28 d'octubre de 2006   | Kitt Peak            | Spacewatch          |
| 181560 - | 2006 UY284             | 28 d'octubre de 2006   | Mount Lemmon         | Mount Lemmon Survey |
| 181561 - | 2006 UX286             | 28 d'octubre de 2006   | Kitt Peak            | Spacewatch          |
| 181562 - | 2006 UT325             | 20 d'octubre de 2006   | Kitt Peak            | M. W. Buie          |
| 181563 - | 2006 UQ329             | 27 d'octubre de 2006   | Catalina             | CSS                 |
| 181564 - | 2006 UJ331             | 17 d'octubre de 2006   | Catalina             | CSS                 |
| 181565 - | 2006 VQ5               | 10 de novembre de 2006 | Kitt Peak            | Spacewatch          |
| 181566 - | 2006 VT8               | 11 de novembre de 2006 | Kitt Peak            | Spacewatch          |
| 181567 - | 2006 VA9               | 11 de novembre de 2006 | Catalina             | CSS                 |
| 181568 - | 2006 VP20              | 9 de novembre de 2006  | Kitt Peak            | Spacewatch          |
| 181569 - | 2006 VD21              | 9 de novembre de 2006  | Lulin Observatory    | H.-C. Lin, Q.-z. Ye |
| 181570 - | 2006 VZ21              | 10 de novembre de 2006 | Kitt Peak            | Spacewatch          |
| 181571 - | 2006 VT23              | 10 de novembre de 2006 | Kitt Peak            | Spacewatch          |
| 181572 - | 2006 VF27              | 10 de novembre de 2006 | Kitt Peak            | Spacewatch          |
| 181573 - | 2006 VN45              | 11 de novembre de 2006 | Catalina             | CSS                 |
| 181574 - | 2006 VL50              | 10 de novembre de 2006 | Kitt Peak            | Spacewatch          |
| 181575 - | 2006 VX56              | 11 de novembre de 2006 | Kitt Peak            | Spacewatch          |
| 181576 - | 2006 VC57              | 11 de novembre de 2006 | Kitt Peak            | Spacewatch          |
| 181577 - | 2006 VV64              | 11 de novembre de 2006 | Kitt Peak            | Spacewatch          |
| 181578 - | 2006 VS72              | 11 de novembre de 2006 | Mount Lemmon         | Mount Lemmon Survey |
| 181579 - | 2006 VL73              | 11 de novembre de 2006 | Mount Lemmon         | Mount Lemmon Survey |
| 181580 - | 2006 VP77              | 12 de novembre de 2006 | Mount Lemmon         | Mount Lemmon Survey |
| 181581 - | 2006 VR87              | 14 de novembre de 2006 | Catalina             | CSS                 |
| 181582 - | 2006 VS101             | 12 de novembre de 2006 | Catalina             | CSS                 |
| 181583 - | 2006 VH108             | 13 de novembre de 2006 | Palomar              | NEAT                |
| 181584 - | 2006 VT113             | 13 de novembre de 2006 | Mount Lemmon         | Mount Lemmon Survey |
| 181585 - | 2006 VZ124             | 14 de novembre de 2006 | Kitt Peak            | Spacewatch          |
| 181586 - | 2006 VU128             | 15 de novembre de 2006 | Kitt Peak            | Spacewatch          |
| 181587 - | 2006 VR134             | 15 de novembre de 2006 | Catalina             | CSS                 |
| 181588 - | 2006 VW136             | 15 de novembre de 2006 | Kitt Peak            | Spacewatch          |
| 181589 - | 2006 VL138             | 15 de novembre de 2006 | Socorro              | LINEAR              |
| 181590 - | 2006 VU138             | 15 de novembre de 2006 | Kitt Peak            | Spacewatch          |
| 181591 - | 2006 VS145             | 15 de novembre de 2006 | Catalina             | CSS                 |
| 181592 - | 2006 VW146             | 15 de novembre de 2006 | Mount Lemmon         | Mount Lemmon Survey |
| 181593 - | 2006 VZ149             | 9 de novembre de 2006  | Palomar              | NEAT                |
| 181594 - | 2006 VE154             | 8 de novembre de 2006  | Palomar              | NEAT                |
| 181595 - | 2006 VE168             | 15 de novembre de 2006 | Mount Lemmon         | Mount Lemmon Survey |
| 181596 - | 2006 WJ2               | 18 de novembre de 2006 | Pla D'Arguines       | R. Ferrando         |
| 181597 - | 2006 WU5               | 16 de novembre de 2006 | Kitt Peak            | Spacewatch          |
| 181598 - | 2006 WQ21              | 17 de novembre de 2006 | Mount Lemmon         | Mount Lemmon Survey |
| 181599 - | 2006 WC25              | 17 de novembre de 2006 | Mount Lemmon         | Mount Lemmon Survey |
| 181600 - | 2006 WN34              | 16 de novembre de 2006 | Kitt Peak            | Spacewatch          |